# مارکووا تسرکوا
مارکووا تسرکوا (به صربی: Markova Crkva) یک روستا در صربستان است که در Lajkovac واقع شده‌است.
 مارکووا تسرکوا   ۱۷۲ متر بالاتر از سطح دریا واقع شده‌است.